# Evelyn Furtsch
Evelyn Furtsch, född 17 april 1914 i San Diego, död 5 mars 2015, var en amerikansk friidrottare.
Furtsch blev olympisk mästare på 4 x 100 meter vid olympiska sommarspelen 1932 i Los Angeles.